# Adeodato Piazza
Adeodato Piazza, al secolo Giovanni (Vigo di Cadore, 30 settembre 1884 – Roma, 30 novembre 1957), è stato un cardinale e patriarca cattolico italiano.

## Biografia

### Ministero sacerdotale
Nacque a Vigo di Cadore il 30 settembre 1884 e fu battezzato col nome di Giovanni.
Entrato presto nell'Ordine dei Carmelitani Scalzi, il 7 agosto 1907 emise a Venezia i voti solenni prendendo il nome di Adeodato di San Giuseppe. Ricevette l'ordinazione sacerdotale il 19 dicembre 1908, a Venezia, per imposizione delle mani del cardinale Aristide Cavallari, patriarca di Venezia.
Fu insegnante di filosofia e teologia e, durante la prima guerra mondiale, cappellano militare.
Dal 1923 al 1929 fu segretario generale dei Carmelitani Scalzi, procuratore generale e consultore della Congregazione dei religiosi.

### Arcivescovo di Benevento
Per scelta personale di Pio XI, che ne aveva altissima stima, fu eletto arcivescovo di Benevento il 29 gennaio 1930, carica che tenne per cinque anni fino al 1935. Ricevette la consacrazione episcopale il 24 febbraio 1930, nella basilica di Santa Teresa d'Avila a Roma, per imposizione delle mani del cardinale Basilio Pompilj, vicario generale di Sua Santità per la diocesi di Roma ed arciprete della basilica di San Giovanni in Laterano, assistito dai co-consacranti monsignori Raffaele Carlo Rossi, O.C.D., arcivescovo titolare di Tessalonica ed assessore della Congregazione concistoriale nonché futuro cardinale, e Pio Marcello Bagnoli, O.C.D., vescovo dei Marsi. Come suo motto episcopale ha scelto Ut sint unum, che tradotto vuol dire "Perché siano una cosa sola" (Giovanni 17, 21).

### Patriarca di Venezia
Papa Pio XI lo elevò al rango di cardinale presbitero nel concistoro del 13 dicembre 1937, allorquando lo stesso Pio XI lo aveva eletto patriarca di Venezia il 16 dicembre 1935. Al momento della nomina e fino alla creazione del cardinale Ernesto Ruffini, Arcivescovo metropolita di Palermo, è stato il porporato italiano più giovane. Nel 1938 pubblicò una lettera pastorale in cui giustificava la legislazione antisemita italiana, affermando tra l'altro: "Sono gli stessi ebrei, con i loro comportamenti, che in ogni tempo e in ogni luogo provocano queste reazioni".
Uomo di carattere risoluto, durante il secondo conflitto mondiale ottenne che grosse partite di derrate alimentari giungessero in città; insieme a
mons. Olivotti iniziò un'opera di assistenza per migliaia di ragazzi bisognosi di cure e nei mesi più bui si adoperò presso
gli alti comandi perché Venezia fosse dichiarata città aperta. In una lettera al cardinale Rossi del 6 dicembre 1943 sulla questione degli ebrei veneziani scrisse: "In particolare apprensione sono i battezzati dichiarati già o che saranno dichiarati in base alla nuova legge, di razza ebraica. Sono certo che la Santa Sede farà tutto il possibile per salvare questi infelici, la cui sorte non può non preoccupare la Chiesa. Per parte mia ho accennato al penoso problema suggerendo moderazione, al console generale di Germania residente a Venezia venuto a farmi visita privata".
Nello stesso mese riuscì a convincere Hermann Göring a non allagare il territorio del basso Piave, azione che avrebbe richiesto lo sgombero di 30 000 abitanti. Il 2 aprile 1945 fu proprio padre Giulio Mappelli, incaricato dal cardinale, ad accompagnare i membri del CLN al comando tedesco dove fu raggiunto l'accordo per l'abbandono di Venezia da parte delle truppe di occupazione. Denunciò, con il vescovo di Trieste e Capodistria Antonio Santin, le barbarie dell'immediato dopoguerra che avvenivano in territorio giuliano, istriano e dalmata.

### Curia Romana
Il 1º ottobre 1948 papa Pio XII lo nominò segretario della Sacra Congregazione concistoriale, e quindi cardinale vescovo il 14 marzo 1949.
Il 6 novembre 1953 fu presidente della riunione della Conferenza dei presidenti delle regioni conciliari d'Italia, antesignana della Conferenza Episcopale Italiana.
Ai primi di settembre 1954, come legato pontificio, presiedette alla consacrazione della cattedrale di San Paolo, la cui costruzione aveva richiesto alcuni secoli. Della delegazione pontificia facevano parte Orazio Cocchetti, cerimoniere pontificio, il conte Carlo Marini, gentiluomo d'onore addetto al cardinale, Saverio Giacomini, cameriere di spada e cappa; Per l'occasione, il Brasile emise un francobollo da 4,20 cruzeiros.
Morì a Roma il 30 novembre 1957 all'età di 73 anni. Riposa nella basilica romana di Santa Teresa d'Avila.

## Genealogia episcopale e successione apostolica
La genealogia episcopale è:
- Cardinale Scipione Rebiba
- Cardinale Giulio Antonio Santori
- Cardinale Girolamo Bernerio, O.P.
- Arcivescovo Galeazzo Sanvitale
- Cardinale Ludovico Ludovisi
- Cardinale Luigi Caetani
- Cardinale Ulderico Carpegna
- Cardinale Paluzzo Paluzzi Altieri degli Albertoni
- Papa Benedetto XIII
- Papa Benedetto XIV
- Cardinale Enrico Enriquez
- Arcivescovo Manuel Quintano Bonifaz
- Cardinale Buenaventura Córdoba Espinosa de la Cerda
- Cardinale Giuseppe Maria Doria Pamphilj
- Papa Pio VIII
- Papa Pio IX
- Cardinale Alessandro Franchi
- Cardinale Giovanni Simeoni
- Cardinale Antonio Agliardi
- Cardinale Basilio Pompilj
- Cardinale Adeodato Piazza, O.C.D.

La successione apostolica è:
- Arcivescovo Domenico Marsiglia (1931)
- Vescovo Teodorico de Angelis (1934)
- Vescovo Michele Raffaele Camerlengo, O.F.M. (1935)
- Vescovo Antonio Teutonico (1936)
- Arcivescovo Ugo Camozzo (1938)
- Vescovo Umberto Ravetta (1938)
- Arcivescovo Raffaele Mario Radossi, O.F.M.Conv. (1942)
- Arcivescovo Costantino Stella (1942)
- Vescovo Carlo Zinato (1943)
- Vescovo Girolamo Bartolomeo Bortignon, O.F.M.Cap. (1944)
- Vescovo Giovanni Battista Piasentini, C.S.Ch. (1946)
- Cardinale Giovanni Urbani (1946)
- Vescovo Domenico Savarese (1947)
- Cardinale Egidio Vagnozzi (1949)
- Vescovo Tarcisio Vincenzo Benedetti, O.C.D. (1949)
- Vescovo Matteo Guido Sperandeo (1949)
- Arcivescovo Paolo Botto (1949)
- Vescovo Antonio Bergamaschi (1950)
- Cardinale José Clemente Maurer, C.SS.R. (1950)
- Cardinale Paul-Émile Léger, P.S.S. (1950)
- Vescovo Luigi Faveri (1950)
- Arcivescovo Armando Fares (1950)
- Cardinale Sergio Pignedoli (1951)
- Vescovo Agostino D'Arco (1951)
- Cardinale Francesco Carpino (1951)
- Vescovo Pasquale Venezia (1951)
- Arcivescovo Fulton John Sheen (1951)
- Vescovo Maxime Tessier (1951)
- Vescovo Biagio D'Agostino (1952)
- Arcivescovo Pacifico Maria Luigi Perantoni, O.F.M. (1952)
- Vescovo Luigi Pirelli (1952)
- Vescovo Joseph Gargitter (1952)
- Arcivescovo Guglielmo Motolese (1952)
- Vescovo Artemio Prati (1953)
- Arcivescovo Alberto Castelli (1953)
- Vescovo Enrico Romolo Compagnone, O.C.D. (1953)
- Vescovo Giuseppe Pullano (1953)
- Cardinale Sebastiano Baggio (1953)
- Arcivescovo Arrigo Pintonello (1953)
- Cardinale José Humberto Quintero Parra (1953)
- Vescovo Placido Maria Cambiaghi, B. (1953)
- Vescovo Domenico Bornigia (1953)
- Cardinale Luigi Raimondi (1954)
- Arcivescovo Domenico Picchinenna (1954)
- Arcivescovo Ismaele Mario Castellano, O.P. (1954)
- Arcivescovo Antonio Iannucci (1955)
- Arcivescovo Paolo Carta (1955)
- Vescovo Siro Silvestri (1955)
- Vescovo Heinrich Forer (1956)
- Vescovo Telesforo Giovanni Cioli, O.Carm. (1956)
- Vescovo Mario Di Lieto (1956)
- Arcivescovo Aurelio Signora (1957)
- Arcivescovo Orazio Semeraro (1957)
- Vescovo Felice Leonardo (1957)